# Konrad Adenauer
Pour les articles homonymes, voir Adenauer (homonymie).
Konrad Hermann Joseph Adenauer ([ˈkɔnʁaːt ˈhɛɐman ˈjoːzɛf ˈaːdənaʊɐ] ), né le 5 janvier 1876 à Cologne et mort le 19 avril 1967 à Rhöndorf, est un homme d'État allemand.
Maire de Cologne, opposant aux nazis après leur arrivée au pouvoir, membre de l'Union chrétienne-démocrate, il est le premier chancelier fédéral de la République fédérale d’Allemagne, de 1949 à 1963.
À la tête du gouvernement, il est l’auteur de son redressement et de son ancrage atlantiste et européen. Il est ainsi souvent considéré comme le « fondateur » de l'Allemagne contemporaine. Avec le général de Gaulle, il est l'un des promoteurs de la réconciliation franco-allemande. Il est également considéré comme l'un des pères fondateurs de la construction européenne. Surnommé Der Alte (« le vieux »), il est le plus vieux dirigeant exécutif dans l'histoire de l'Allemagne, ayant quitté la chancellerie fédérale à 87 ans.

## Biographie

### Situation personnelle
Konrad Adenauer naît le 5 janvier 1876 à Cologne, dans la province prussienne de Rhénanie, dans une famille de la bourgeoisie catholique. Après des études de droit et d'économie, il choisit une carrière dans l'administration. Il rencontre sa future femme, Emma Weyer, durant l'été 1901, dans un club de tennis ; ils se marient le 26 janvier 1904 et le réseau politique de sa belle-famille lui permet ensuite d'évoluer au sein de la municipalité de Cologne. Le couple a trois enfants : Konrad (1906 – 1993), Max (1910 – 2004) et Maria (1912 – 1998). Emma meurt le 6 octobre 1916 d'un empoisonnement aux champignons, à l'âge de 36 ans.
Adenauer épouse en secondes noces Auguste « Gussie » Zinsser (de), le 26 septembre 1919. Il a cinq autres enfants avec elle : Ferdinand (né et mort en 1920), Paul (1923 – 2007), Charlotte (1925 – 2020), Elisabeth (1928 – 2019) et Georg (1931 – 2020). Gussie n'est connue qu'en 1958 du grand public, quand le photographe allemand Heinrich Gergerusi publie, avec l'accord du chancelier fédéral, un portrait de sa défunte épouse.
Auguste Zinsser (de) meurt le 3 mars 1948 à l'âge de 52 ans, des suites d'une leucémie et des séquelles d'une tentative de suicide en septembre 1944, lors de son incarcération à Brauweiler dans la prison de la Gestapo, qui souhaitait obtenir des renseignements sur les agissements de son mari.

### Engagement dans l'entre-deux-guerres

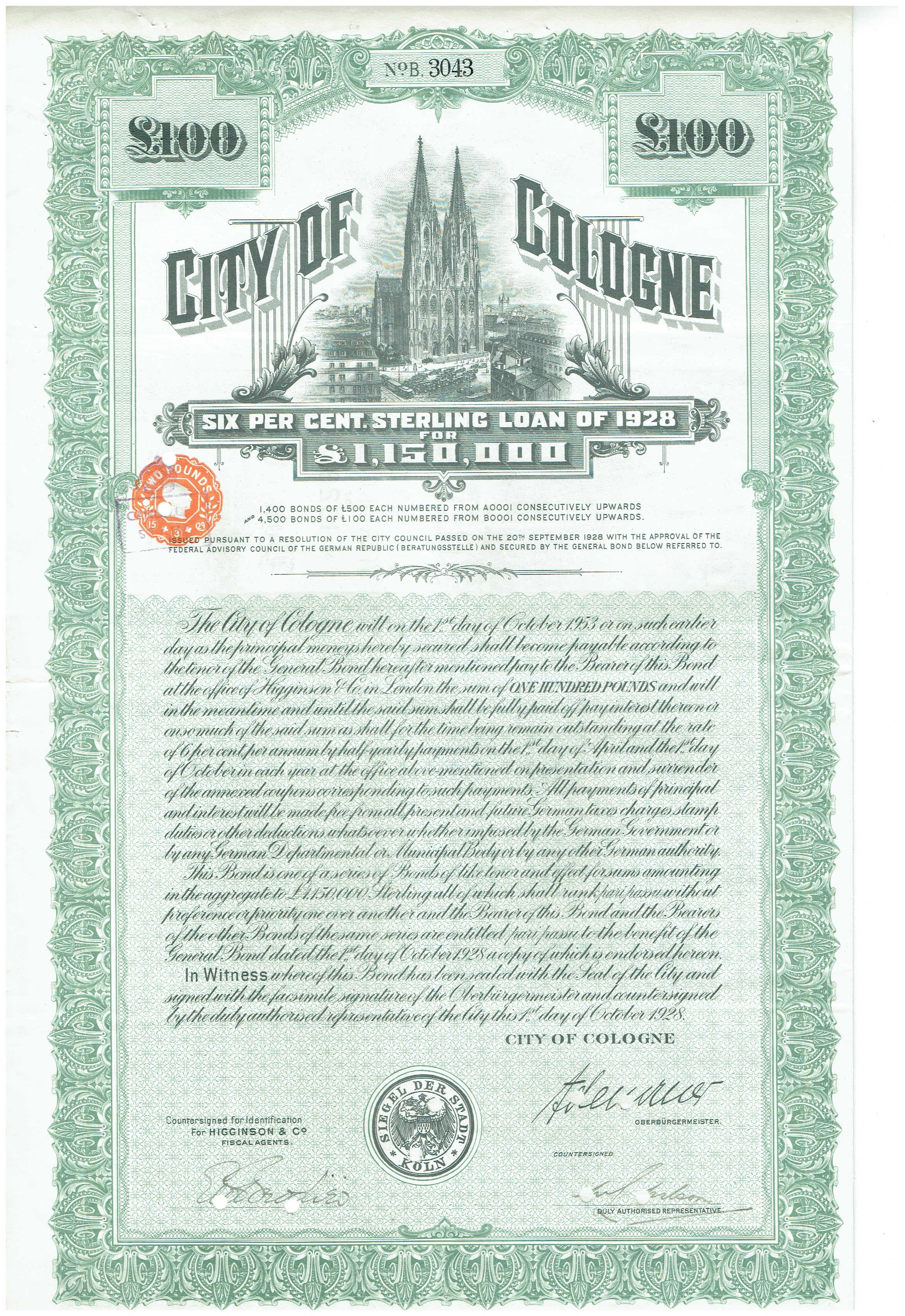
Obligation de la ville de Cologne en date du 1 octobre 1928, Faksimile signature du maire Adenauer.

En 1906, il adhère au parti du Centre (Zentrum) et devient conseiller municipal deux ans plus tard ; de 1917 à 1933 il est Bourgmestre de la ville de Cologne et à partir de 1919, il prend position en faveur du mouvement partisan d'une autonomie de la Rhénanie vis-à-vis de l'État de Prusse.
Il est membre et président du Conseil d'État prussien de 1921 à 1933, où il joue un rôle important dans la tentative d'accroître l'autonomie de la Rhénanie après la fin de la Première Guerre mondiale. Toutefois, il ne se rallie pas au séparatisme rhénan (visant à une indépendance de la République rhénane) au début des années 1920.
Sous la république de Weimar de 1931 à 1933, il est vice-président de la Société coloniale allemande (Deutsche Kolonialgesellschaft) pour la défense de la pensée coloniale. En 1933, démis par Hermann Göring de toutes ses fonctions en raison de son hostilité affichée au nazisme, (il refusait par exemple d'arborer le drapeau nazi à côté du drapeau allemand), il est emprisonné brièvement après la nuit des Longs Couteaux, en 1934, puis entre juillet et novembre 1944 après l'attentat contre Hitler du 20 juillet 1944.

### Montée au pouvoir d'après-guerre
Après la Seconde Guerre mondiale, l'administration militaire américaine lui confie à nouveau le poste de bourgmestre de Cologne, mais les Britanniques le congédient peu après, ne le considérant pas à la hauteur. Il est très actif dans le parti de l'Union chrétienne-démocrate d'Allemagne nouvellement créé et en devient vite le chef : en 1946, il est élu président de la CDU dans la zone britannique, et de 1950 à 1966 pour la République fédérale d'Allemagne.

Affiche de la CDU et d’Adenauer.

Le 1er septembre 1948, le Conseil parlementaire chargé de la rédaction d'une constitution le choisit pour président. Avec une voix d'avance, il est élu chancelier le 15 septembre 1949, poste qu'il occupe jusqu'en 1963. Par trois fois, en 1953, 1957 et 1961 il remporte les élections législatives avec la CDU/CSU, toujours avec une avance notable sur le Parti social-démocrate. En 1957, il obtient même la majorité absolue.
Il a marqué la politique de son époque au point que l'on parle d'une « ère Adenauer » (liée aussi à sa longévité au pouvoir). Son action porte essentiellement sur la restauration de la souveraineté allemande et le rétablissement de la confiance des Alliés envers leur ancien ennemi qui passait par l'intégration de la RFA dans le bloc de l'Ouest. Ce dernier point entraîne un vif combat avec l'opposition.
Si cette politique aggrave en effet le fossé séparant les deux Allemagnes, Adenauer la considérait comme nécessaire : seule une Allemagne forte face à l'Union soviétique pouvait mener à terme à une réunification. L'Allemagne de l'Ouest (RFA) est membre-fondateur de la CECA en 1951, puis de la CEE en 1957 lors de la signature du traité de Rome. Elle entre au Conseil de l'Europe en 1951 et à l'OTAN en 1955.
Après sa nomination comme premier chancelier fédéral, Konrad Adenauer fait pression pour que Bonn, ville moyenne proche de Cologne, devienne la capitale « provisoire » de la nouvelle République fédérale d'Allemagne.
Dès 1949, Adenauer sent l'Allemagne de l'Ouest prête à une coopération dans le domaine de la défense dans un cadre européen. Cette coopération démarre lors de la guerre de Corée et des discussions internationales qu'elle entraîne (CED en 1952, avant d'être abandonnée en 1954). Il demande en échange la souveraineté de la RFA (accords de Paris).
Adenauer est l'objet d'un attentat manqué le 27 mars 1952, organisé par des anciens membres de l'Irgoun opposés au rapprochement entre le nouvel État d'Israël et la République fédérale d'Allemagne.

### Chancelier fédéral

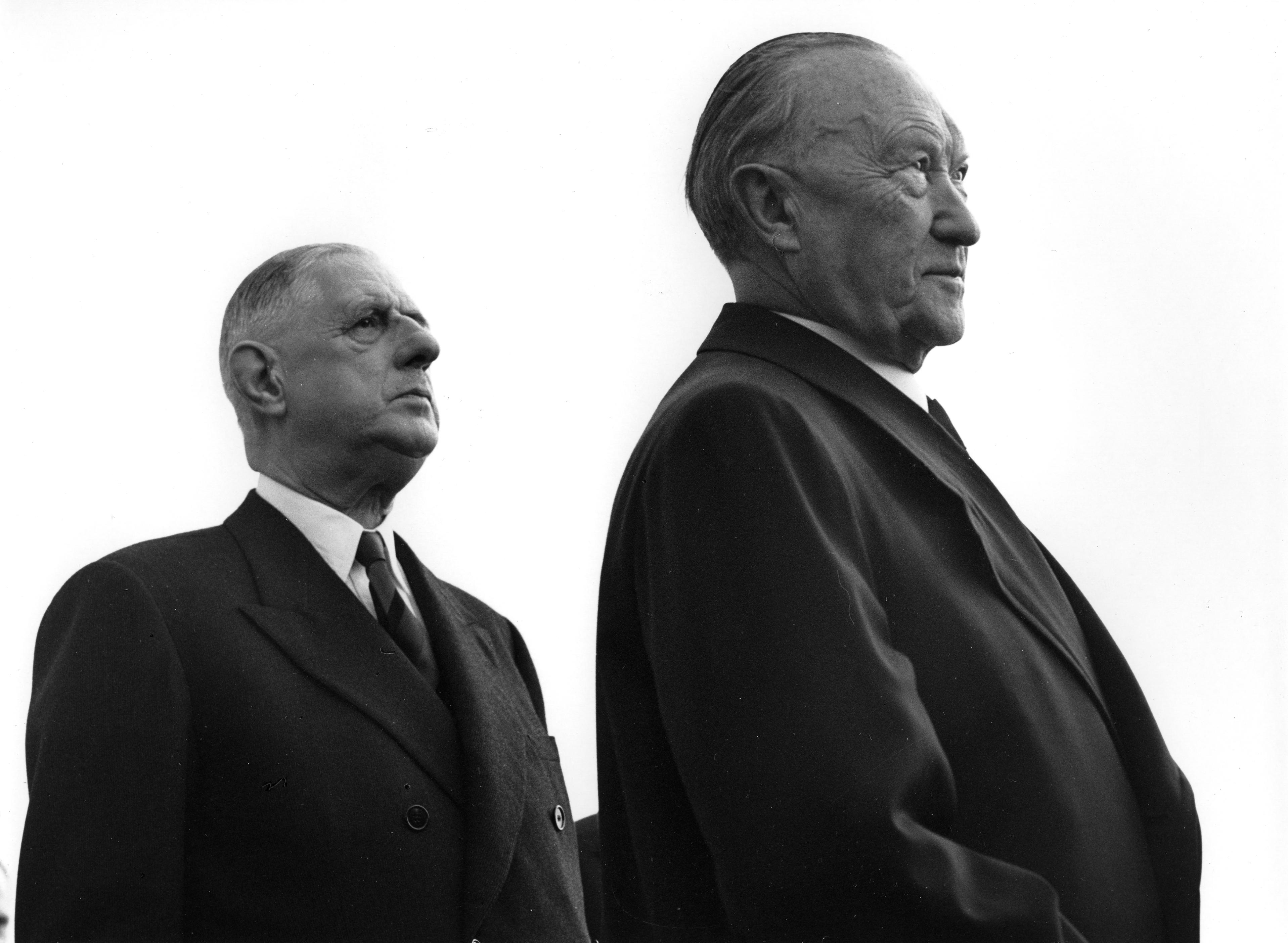
Konrad Adenauer avec le président français Charles de Gaulle à Bonn, 20 mai 1961.

#### Politique étrangère
Dès 1951, Konrad Adenauer rencontre le premier ministre britannique Winston Churchill, à Londres, à l'invitation de celui-ci. Il le rencontre à nouveau en 1953. Lorsque le prix international Charlemagne d'Aix-la-Chapelle est décerné à Winston Churchill en 1955, Adenauer prononce l'éloge panégyrique,.
Il signe en 1949 l'accord de Petersberg, première étape du retour de la République fédérale d'Allemagne à sa souveraineté. En 1952, il signe les accords de Bonn qui mettent un terme au statut d'occupation de l'Allemagne occidentale,.
Diplomatiquement, Konrad Adenauer crée des liens avec l'État d'Israël afin de permettre à l’Allemagne de faire son retour sur la scène diplomatique internationale. Il conclut en 1952 l'accord de réparations israélo-allemand, qui engage le pays à verser à Israël 3,45 milliards de Deutsche Mark (l’équivalent d'environ sept milliards d'euros) et du matériel militaire. L’Allemagne devient ainsi, à partir de la crise du canal de Suez en 1956, et jusqu'à la fin des années 1960, le premier soutien de l’armée israélienne. Adenauer explique au sujet de cette politique : « Expier ou réparer [les crimes allemands à l'égard des juifs] était la condition sine qua non pour retrouver notre statut international. [...] Encore aujourd'hui, le pouvoir juif ne doit pas être sous-estimé, surtout en Amérique. »
Durant son mandat, la Sarre vote par référendum le 23 octobre 1955 parmi deux autres options son rattachement à la République fédérale d’Allemagne. Ce rattachement devient effectif le 1er janvier 1957,,.
Il se réconcilie avec la France, et y fait sa première visite officielle en 1962. Le traité de l'Élysée, signé le 22 janvier 1963 avec Charles de Gaulle au palais de l'Élysée, annonce une coopération avec la France dans tous les domaines. Lors de sa visite à Moscou en 1955, Adenauer obtient la libération des 10 000 prisonniers de guerre allemands restants et accepte les liens diplomatiques proposés par l'URSS (ce qui constituait de facto une exception à la doctrine Hallstein qui refusait d'avoir des relations diplomatiques avec tout état qui reconnaissait la République démocratique allemande). En 1958, il participe avec le maire de Berlin-Ouest, Willy Brandt, aux protestations contre « l'ultimatum de Khrouchtchev » qui marque le début de la crise de Berlin. Pourtant, il ne peut que subir l'édification du mur de Berlin en 1961.

#### Fin de la dénazification
Dans une allocution prononcée le 20 septembre 1949, Konrad Adenauer dénonce le processus de dénazification mené par les Alliés, annonçant le projet d'une loi d’amnistie pour les criminels de guerre nazis. Il affirme que la dénazification provoquait l'existence de « deux classes d'êtres humains » en Allemagne et que cette situation devait « cesser aussi vite que possible ». Au 31 janvier 1951, cette amnistie a bénéficié à 792 176 personnes, dont 3 000 fonctionnaires de la SA, des SS et du NSDAP qui étaient directement impliqués dans les crimes nazis.

#### Réarmement

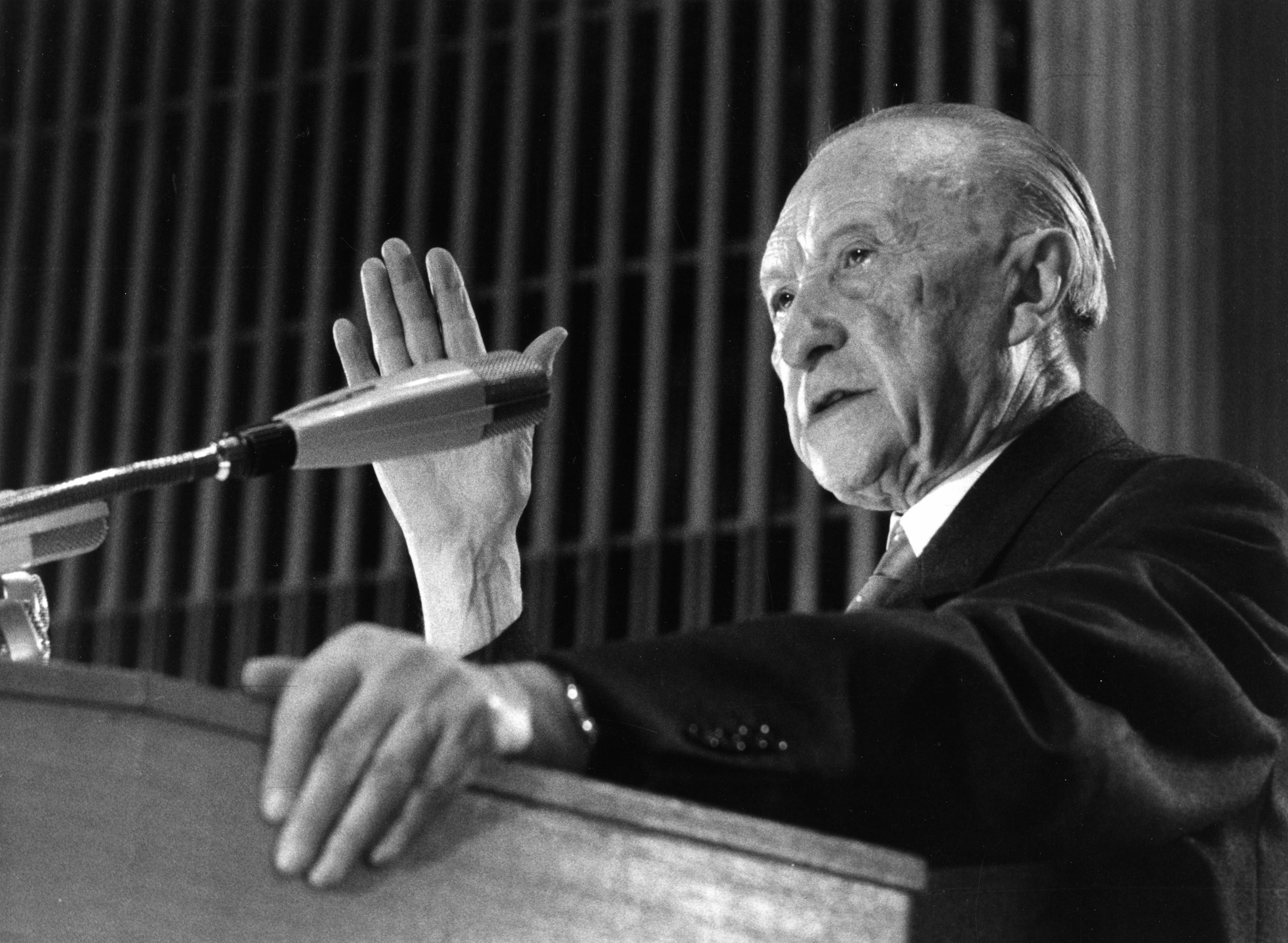
Konrad Adenauer en 1966.

Lorsqu'elle voit le jour en 1949, la République fédérale d'Allemagne est un État sans armée. La guerre est à peine terminée et nombre de politiciens et de militaires sont réticents à remettre un uniforme aux Allemands. Cette réticence est perceptible en République fédérale d’Allemagne même, et parmi les partis chrétiens-démocrates et sociaux-démocrates de la majorité. Les plans de réarmement de Konrad Adenauer ne font donc pas l'unanimité.

Pour le chancelier, la volonté de son pays de se défendre aux côtés d'autres nations occidentales contre une attaque venue de l'Est n'est rien de plus que l'expression du droit d'exister de la République fédérale, qui avait pour voisins directs deux États satellites du bloc soviétique : la Tchécoslovaquie et la République démocratique allemande. Avec ses 50 millions d'habitants, soit près du triple de la RDA, la RFA figure en outre à la première place du classement démographique européen. L'idée du réarmement connaît de nombreuses étapes, dont la rédaction en 1950 du document fondateur de la future armée fédérale, le Mémorandum Himmerod, fruit du travail d'anciens officiers de la Wehrmacht réunis à l'initiative du chancelier.

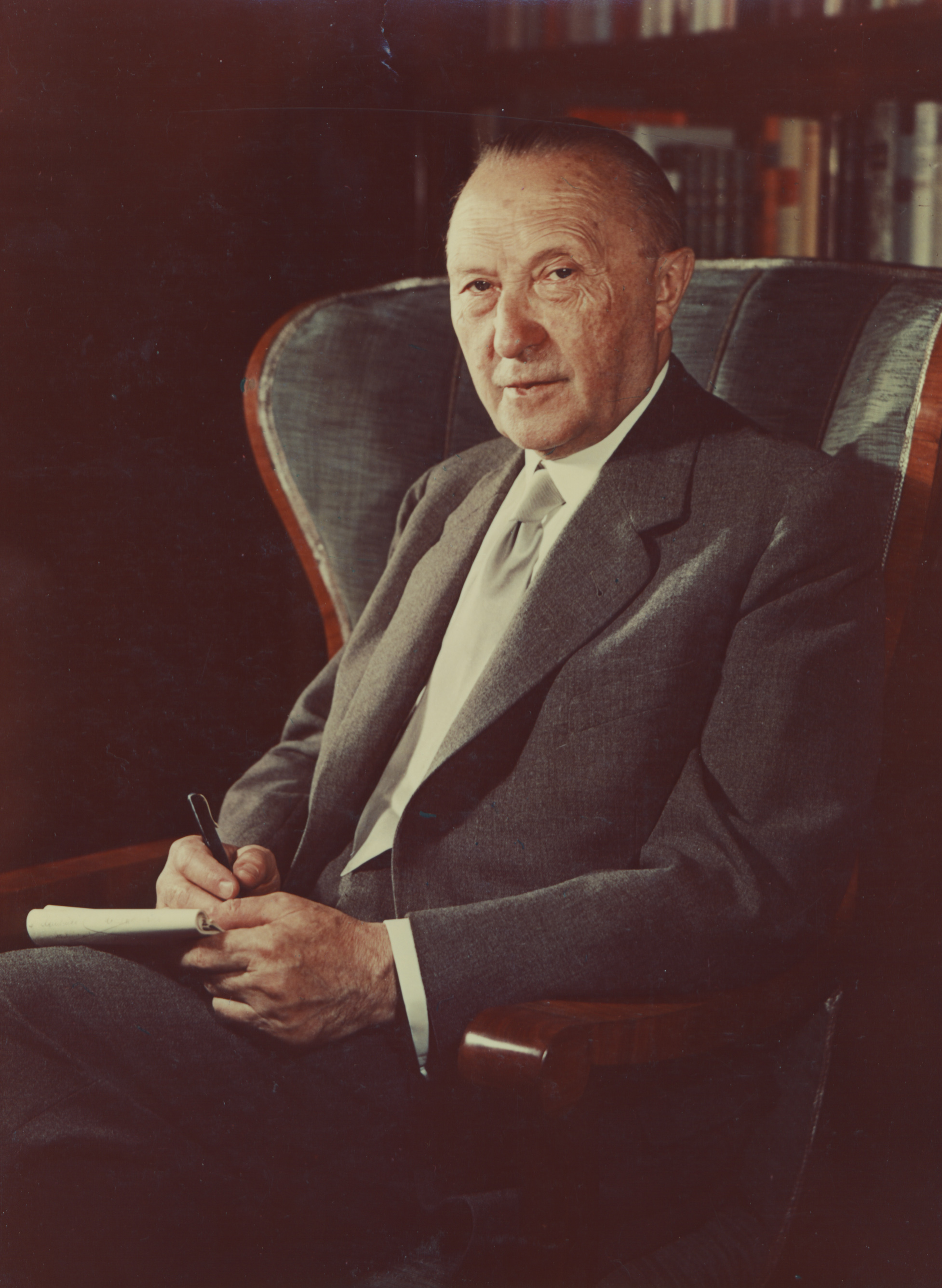
Portrait de Konrad Adenauer.

Il faut attendre que l'Assemblée nationale française rejette le plan Pleven le 30 août 1954, pour qu'Adenauer et ses collaborateurs disposent de la liberté de manœuvre nécessaire. Le 5 mai 1955, la RFA adhère officiellement à l'OTAN et en novembre de la même année, la Bundeswehr est constituée. Au début, elle ne compte que des volontaires, parmi lesquels de nombreux vétérans de la Wehrmacht, enrôlés dans la BGS et qu'une promotion et un salaire à l'avenant ont achevé de convaincre. En 1956, le service militaire obligatoire est réintroduit pour tous les jeunes hommes nés après le 30 juin 1937 (et le restera jusqu'en 2010).
Bien que les candidats aient subi un examen approfondi sur leur attitude pendant la guerre et de leur attachement à la démocratie, on reproche à Adenauer d'avoir mis des fidèles du régime nazi à la tête des forces armées ouest-allemandes. Le chancelier répond aux critiques que l'OTAN n'a pas demandé des généraux de dix-huit ans. C'est ainsi que la Bundeswehr devient, en termes numériques, la composante la plus importante des forces armées de l'OTAN en Europe. Ainsi, 500 000 soldats allemands, soit 46 % des effectifs totaux, sont déployés devant le rideau de fer, davantage que les États-Unis et le Royaume-Uni réunis.
Dans une interview à l'émission Face the Nation, de la chaîne de télévision américaine CBS News, en 1957, il répond à la question de l'armement atomique de la Bundeswehr, souhaité par l'OTAN, que les forces armées ouest-allemandes devaient être équipées des meilleures armes possibles, et que cela incluait des armes conventionnelles, en restant évasif sur la question de l'armement atomique.

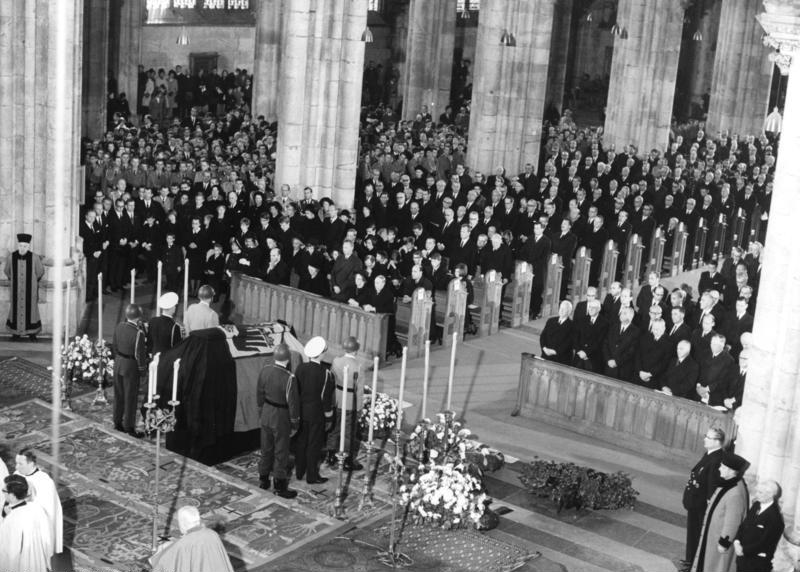
Les funérailles de Konrad Adenauer dans la Cathédrale de Cologne (25 avril 1967).

### Départ du pouvoir et mort
Au milieu de son quatrième mandat, le 15 octobre 1963, Konrad Adenauer, âgé de 87 ans, démissionne sous une forte pression de son propre camp. Son ministre de l'Économie, Ludwig Erhard, père de l'économie sociale de marché, est choisi par le Bundestag pour lui succéder. En 1966, l'ancien chancelier effectue une visite privée dans le nouvel état d'Israël, où il est décerné docteur honoris causa de l'Institut Weizmann,.
Konrad Adenauer meurt le 19 avril 1967 à Rhöndorf. Une cérémonie funèbre a lieu à la cathédrale de Cologne en présence notamment de Charles de Gaulle, Couve de Murville, Lyndon B. Johnson, Dean Rusk, Paul Vanden Boeynants et Heinrich Lübke.

## Honneurs

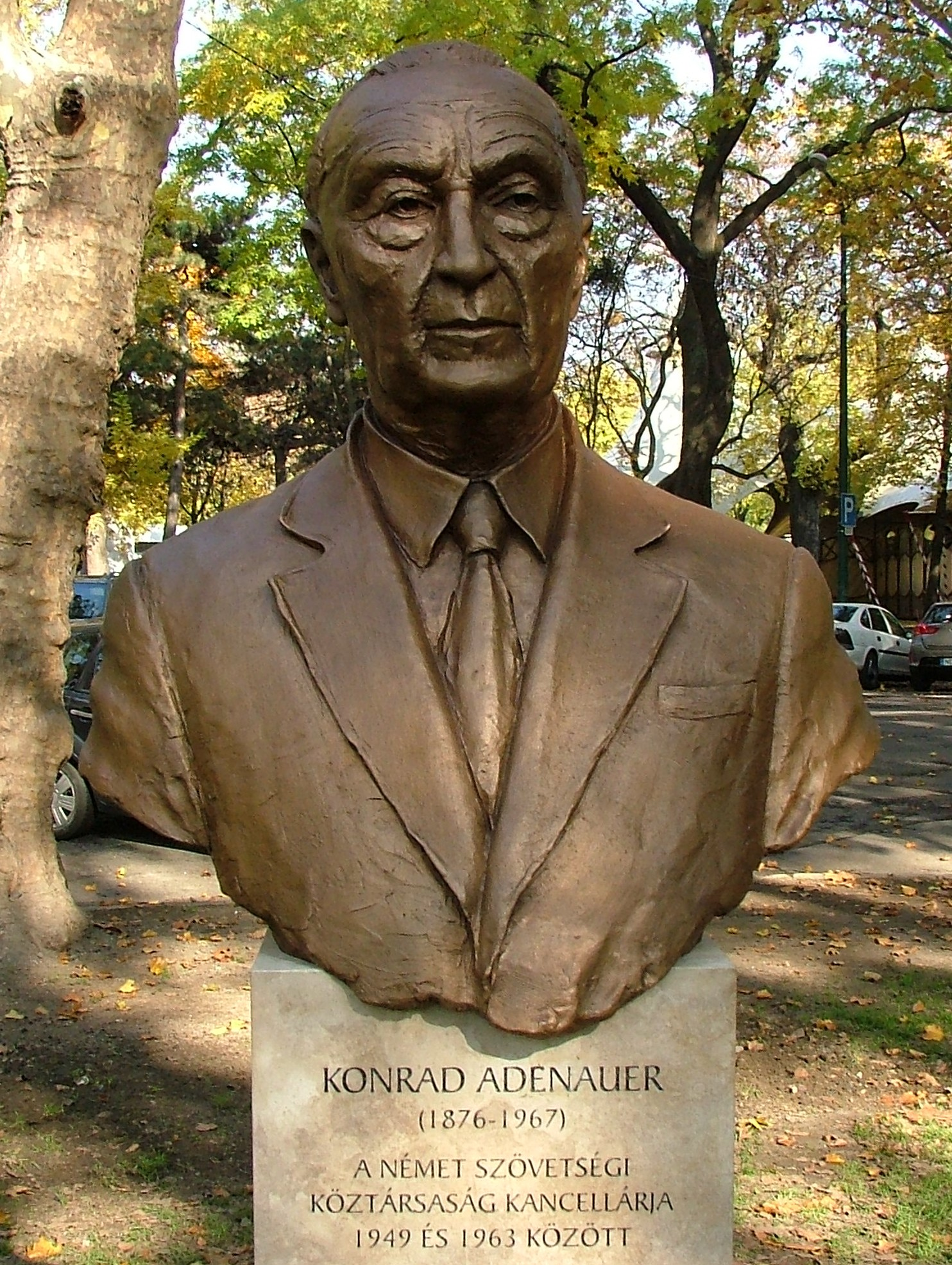
Buste de Konrad Adenauer à Budapest.

### Décorations

#### Décorations allemandes
- Grand-croix de l’ordre du Mérite de la République fédérale d'Allemagne
- Grand-croix de l'ordre du mérite civil de Bavière
- Chevalier de l'ordre de l'Aigle rouge
- Croix Pour le Mérite, version civile

#### Décorations étrangères

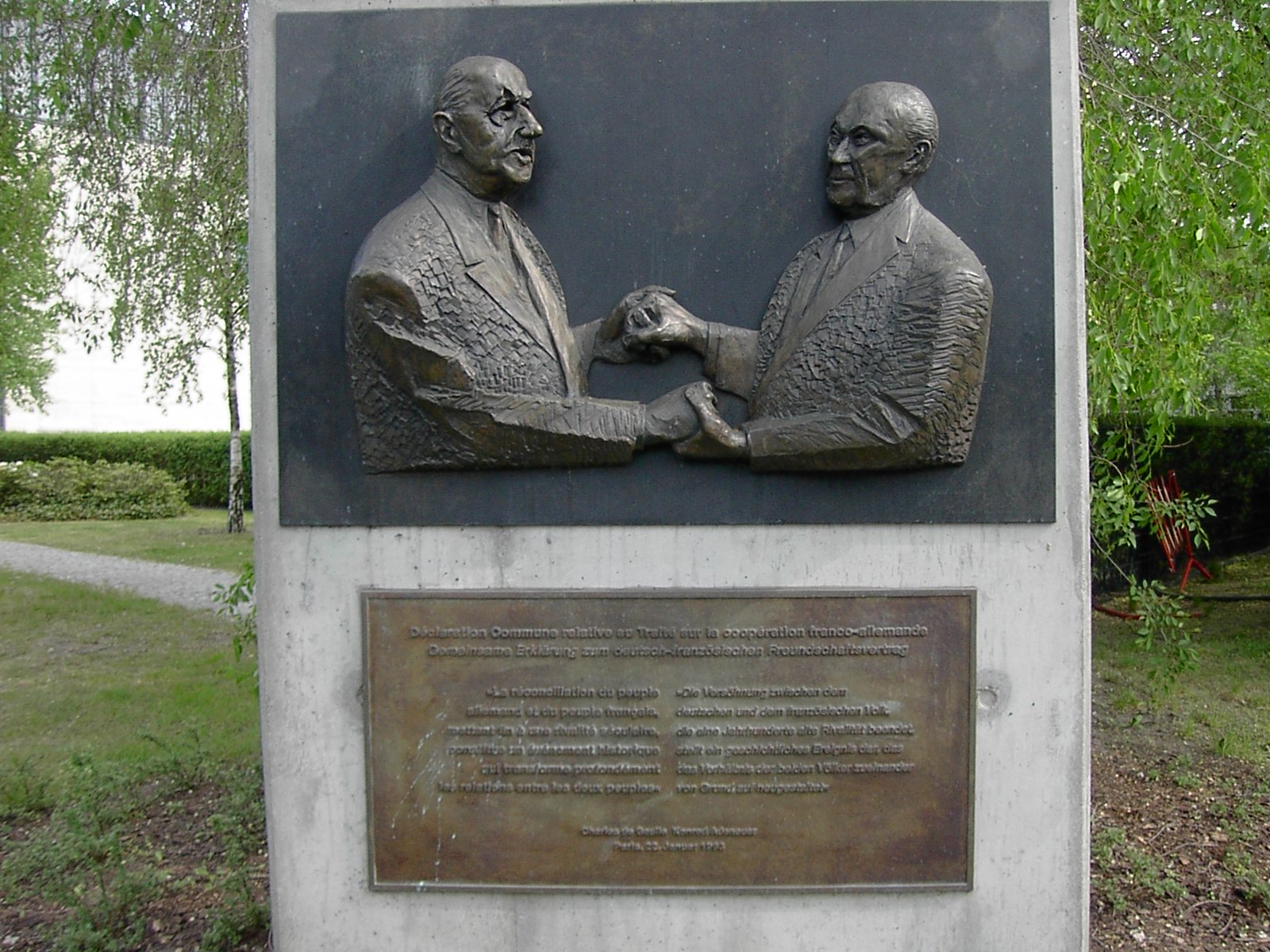
Plaque commémorant le rétablissement de l'Amitié franco-allemande, montrant Konrad Adenauer et Charles de Gaulle (Berlin).

- Grand-croix de l'ordre du Libérateur San Martín (Argentine)
- Grand-croix de l'ordre de Mai (Argentine)
- Grande étoile de la décoration d'Honneur pour services rendus à la république d'Autriche (Autriche)
- Grand officier de l'ordre de Léopold (Belgique)
- Grand-croix de l'ordre du Condor des Andes (Bolivie)
- Grand-croix de l'ordre national de la Croix du Sud (Brésil)
- Grand-croix de l'ordre du Mérite du Chili (Chili)
- Grand-croix de l’ordre de Boyacá (Colombie)
- Grand officier de l'ordre de Carlos Manuel de Céspedes (Cuba)
- Grand-croix de l'ordre d'Isabelle la Catholique (Espagne)
- Grand-croix de l’ordre du Mérite civil (Espagne)
- Grand-croix de l'ordre du mérite national d'Équateur (en) (Équateur)
- Chevalier grand-croix de l'ordre de la Sainte Trinité d'Éthiopie (en) (Empire d'Éthiopie)
- Grand-croix de la Légion d'honneur (France)
- Grand-croix de l’ordre national Honneur et Mérite (Haïti)
- Grand cordon de l'ordre de la Couronne (État impérial d'Iran)
- Grand-croix de l'ordre du Faucon (Islande)
- Chevalier grand-croix de l'ordre du Mérite‎ (Italie)
- Grand cordon de l'ordre des fleurs de Paulownia (Japon)
- Grand cordon de l'ordre du Soleil levant (Japon)
- Grand-croix de l'ordre de la Couronne de chêne (Luxembourg)
- Grand-croix de l'ordre souverain de Malte (OSM)
- Grand-croix de l'ordre national de Madagascar (Madagascar)
- Grand-croix de l'ordre de l'Aigle aztèque (Mexique)
- Grand-croix avec étoile d'or de l'ordre de Ruben Dario (es) (Nicaragua)
- Grand cordon du Nishan-e-Imtiaz (en) (Pakistan)
- Grand-croix de l'ordre du Lion néerlandais (Pays-Bas)
- Grand-croix de l'ordre du Soleil (Pérou)
- Grand-croix de l'ordre du Christ (Portugal)
- Grand-croix de l'ordre de la Tour et de l'Épée (Portugal)
- Grand-croix à l'étoile d'argent de l'ordre du mérite de Duarte, Sánchez et Mella (République dominicaine)
- Grand cordon de l'ordre suprême du Soleil (Royaume d'Afghanistan)
- Grand-croix de l'ordre de Georges Ier (Royaume de Grèce)
- Chevalier grand-croix de l'ordre de Saint-Michel et Saint-Georges (Royaume-Uni)
- Grand-croix de l’ordre national du Lion (Sénégal)
- Grand-croix de l'ordre de José Simeón Cañas (Salvador)
- Chevalier grand cordon de l'ordre de la Couronne (Thaïlande)
- Chevalier grand cordon de l'ordre de l'Éléphant blanc (Thaïlande)
- Grand cordon de l'ordre de l'Indépendance (Tunisie)
- Chevalier de l'ordre du Christ (Vatican)
- Chevalier de l'ordre de l'Éperon d'or (Vatican)
- Grand officier de l'ordre du Libérateur (Venezuela)

#### Récompenses
- Docteur honoris causa de l'université Waseda[37].
- En mai 1954, il a reçu le prix Charlemagne d'Aix-la-Chapelle comme « puissant promoteur d'une Europe unie ».
- Le magazine Time a nommé Adenauer Homme de l'année 1953.
- Pour son talent de « maître de la simplification », Adenauer a reçu en 1959 (le 100e anniversaire de la Carnaval Association Aachen[pas clair]) la Médaille contre le sérieux bestial (de).

## Publications
- Mémoires (4 tomes), Deutsche Verlags-Anstalt, Stuttgart 1965-1968.